# 硫化銅
硫化銅（りゅうかどう）とは銅と硫黄とから成る黒色の無機化合物で、組成および銅や硫黄の酸化数の違いにより、硫化銅(I) (Cu2S) と硫化銅(II) (CuS)、ほかさまざまな組成比の化合物が知られる。

## 硫化銅(I)
組成式は Cu2S の鉄灰色の光沢ある結晶で、水に不溶、温かい希硝酸には溶ける。比重 5.6 g/cm3、融点 1130 ℃。CAS登録番号は [22205-45-4]。電気の良導体。
天然には輝銅鉱 (chalcocite) として産する。
黄銅鉱 (CuFeS2) を焙焼すると Cu2S が生じる。ここで得られる混合物からスラグを除いたのちに空気中の酸素で処理すると、金属銅が得られる。

## 硫化銅(II)
比重 4.64 g/cm3 の黒色粉末または青黒色結晶で、電気の良導体。CAS登録番号は [1317-40-4]。水に不溶だが、濃硝酸には溶ける。
組成式は CuS と表されるが、実際の結晶中には、銅(II)イオン と硫化物イオン (S2−) のほかに、酸化還元反応で生じた銅(I)イオンと二硫化物イオン (S22−) を含んでおり、Cu(I)nCu(II)mSn(S2)m の形式となっている。
220 ℃ 以上で分解して Cu2S となる。湿った空気中では徐々に酸化を受け、硫酸銅(II)CuSO4となる。
天然には銅藍（covellite、コベリン）として産する。
分析化学において、銅(II)イオンを検出するための古典的な定性分析法では、銅(II)イオンが硫化水素と反応して硫化銅(II)の黒い沈殿を与える反応を利用する。